# Arnoglossum atriplicifolium
Arnoglossum atriplicifolium là một loài thực vật có hoa trong họ Cúc. Loài này được (L.) H.Rob. mô tả khoa học đầu tiên năm 1974.